# Palác Gresham

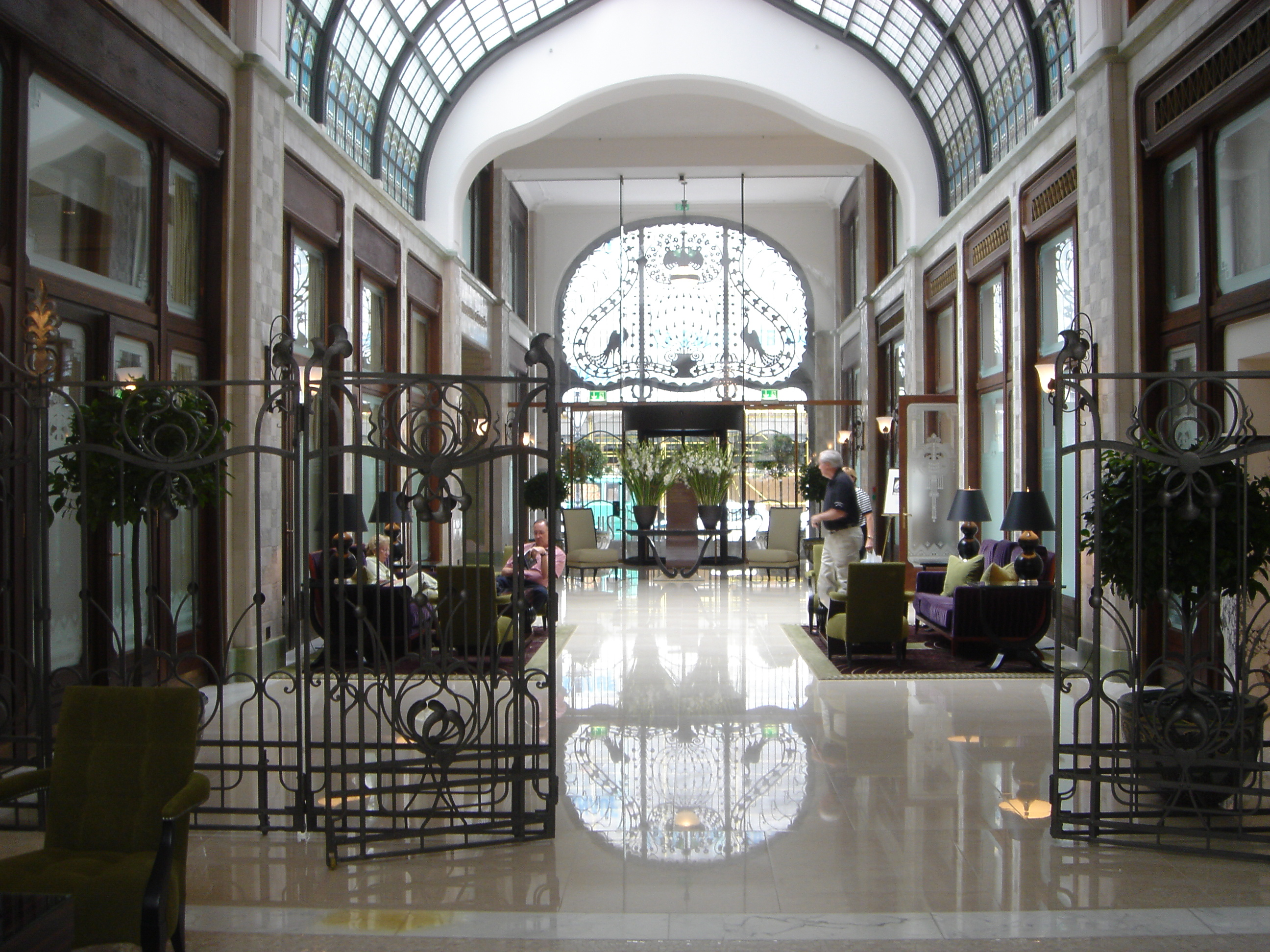
Interiér Paláce Gresham

Palác Gresham (Gresham-palota) se nachází v Budapešti v V. obvodu. Je to příklad secesní architektury. Byl dokončen v roce 1906 jako obytná budova s byty i kancelářemi. Dnes v paláci sídlí Four Seasons Hotel Budapest Gresham Palace. Rozkládá se při Dunaji, v sousedství Széchenyiho náměstí a východního konce Řetězového mostu.

## Historie
Nynější Palác Gresham, navržen Zsigmondem Quittnerem a Jozsefem Vago, se začal stavět roku 1904. V roce 1906 byl dostavěn a roku 1907 byl slavnostně otevřen. Palác je pojmenován po siru Thomasovi Greshamovi, zakladateli Královské burzy v Londýně.
Původně palác sloužil jako kancelářská budova a jako rezidence pro vrchní pracovníky společnosti Gresham. Během okupace po druhé světové válce sloužil palác jako kasárna. Poté budova začala sloužit jako byty a chátrala. V roce 1990, po pádu komunistického režimu, vláda předala palác do vlastnictví města Budapešť.
V roce 2001 budovu koupila irská investiční společnost Quinland Private. Dala ji přestavět na luxusní hotel, přičemž byly obnoveny originální prvky jako velké schodiště, vitráže, mozaiky, kování a zimní zahrady. Nyní hotel spravuje společnost Four Seasons a má v současné době 179 pokojů včetně 17 apartmánů.